# Scontamán
Scontamán är en ort i Mexiko.   Den ligger i kommunen Olintla och delstaten Puebla, i den sydöstra delen av landet, 170 km nordost om huvudstaden Mexico City. Scontamán ligger 676 meter över havet och antalet invånare är 223.
Terrängen runt Scontamán är kuperad. Runt Scontamán är det ganska tätbefolkat, med 104 invånare per kvadratkilometer. Närmaste större samhälle är Olintla, 3,0 km sydväst om Scontamán. Omgivningarna runt Scontamán är en mosaik av jordbruksmark och naturlig växtlighet.